# Santuario de Deméter y Core (Siracusa)
El Santuario de Deméter y Core fue un antiguo santuario dedicado a Deméter y Core o Perséfone en Siracusa, Sicilia, actual Italia. Estaba situado en el distrito de Acradina. Las ruinas del santuario se encuentran en la zona arqueológica de la Piazza della Vittoria.

## Historia

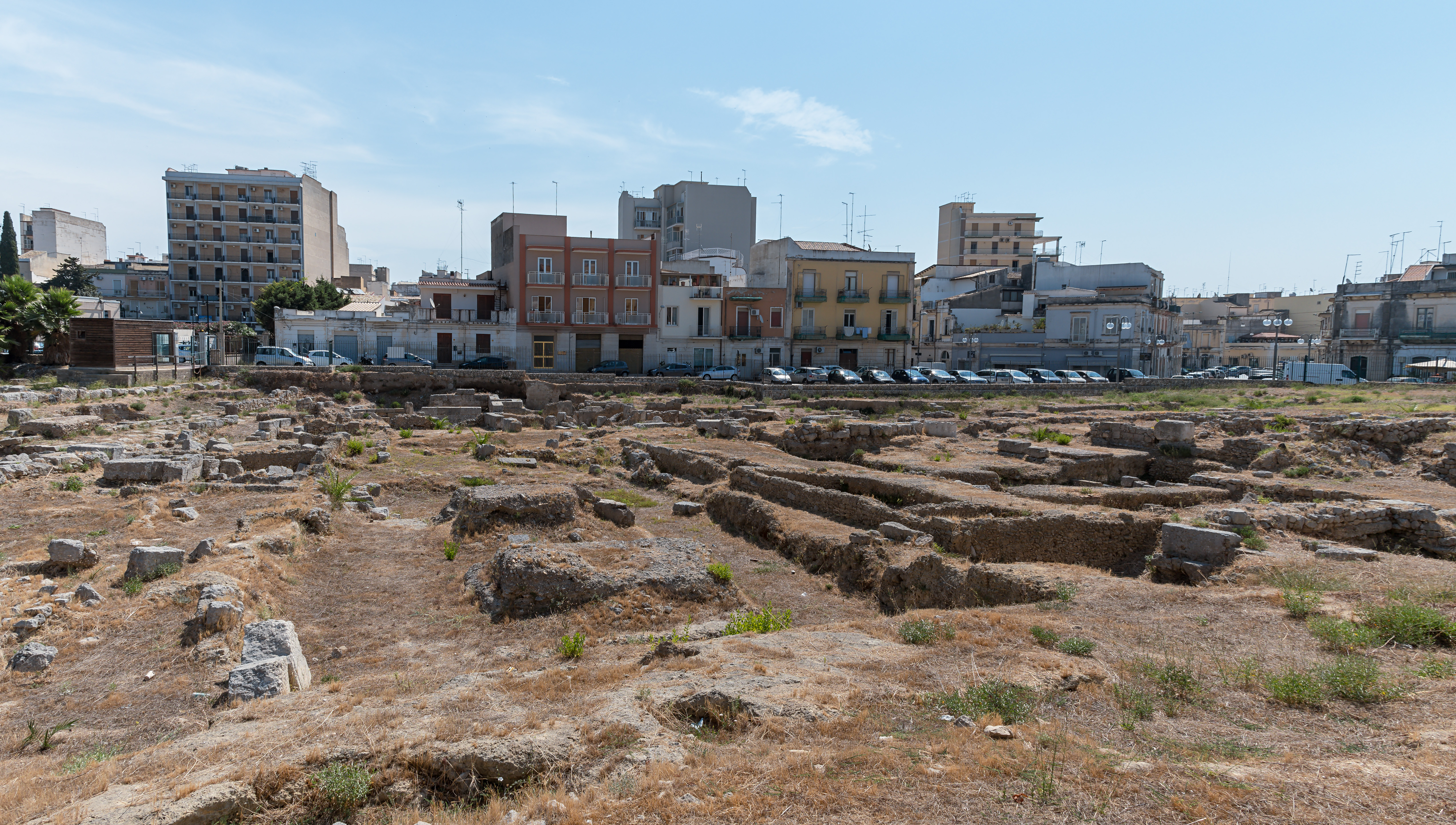
Yacimiento arqueológico del Santuario de Deméter y Core en la Piazza della Vittoria.

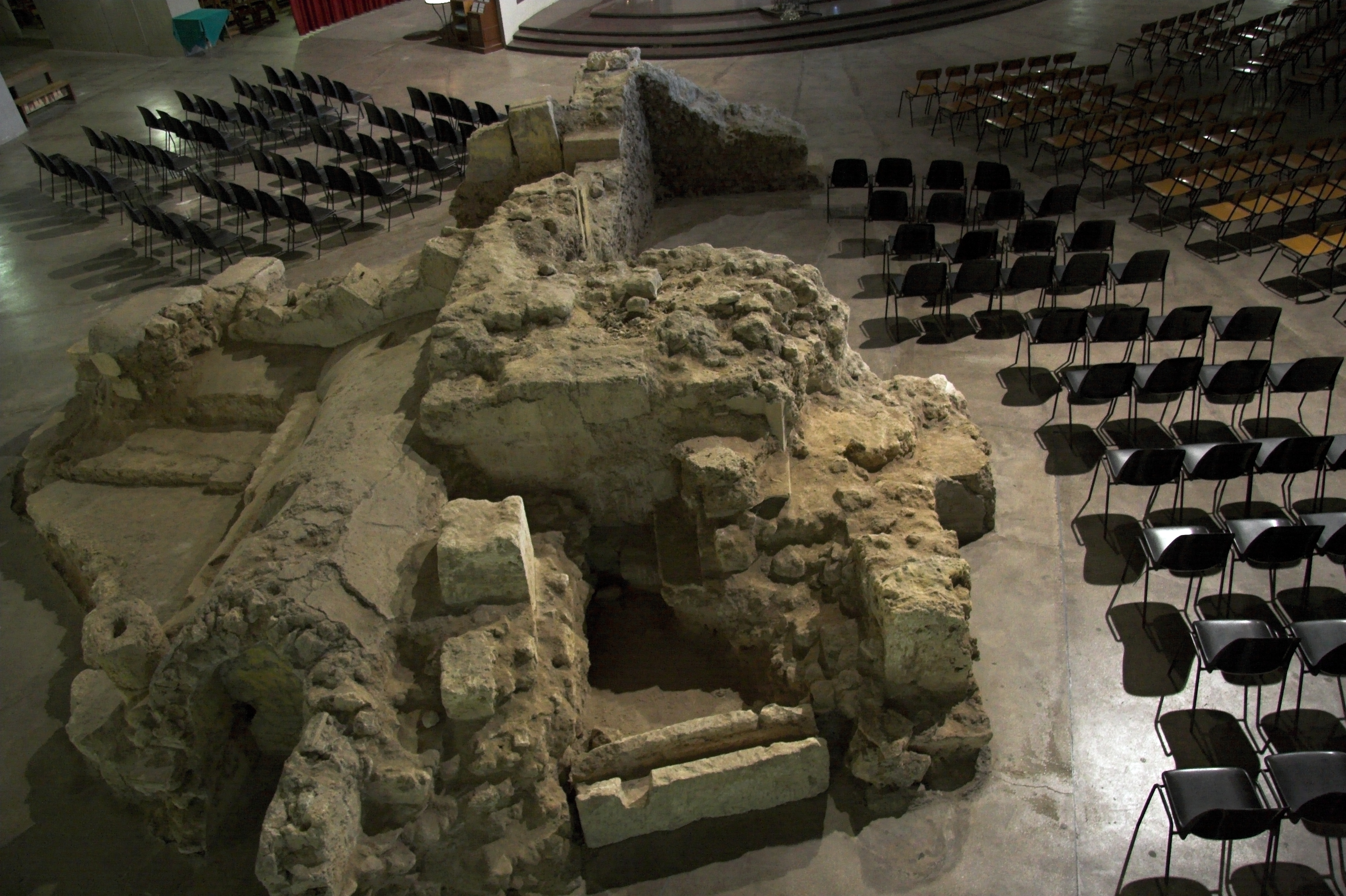
Ruinas en el interior del santuario della Madonna delle Lacrime.

Fue construido a principios del periodo clásico. Fue construido por el tirano Gelón de Siracusa tras la batalla de Hímera en 480 a. C.Tras su victoria sobre Cartago. La zona del santuario se utilizó anteriormente como cementerio. Entre otras cosas, en el santuario se celebraba el festival Tesmoforias de la ciudad. Generalmente se ha interpretado como el mismo santuario de Deméter y Core cuyos templos fueron destruidos por los cartagineses en 396 a. C., según Diodoro Sículo, pero esto ha sido cuestionado.

Fue descubierto en la década de 1960 durante la construcción del moderno santuario della Madonna delle Lacrime en la plaza. En las décadas de 1970 y 1980 se llevaron a cabo excavaciones arqueológicas en el lugar.

## Descripción
Estaba situado al norte del ágora de Siracusa, en el distrito de Acradina, en la isla principal de Sicilia, al norte del núcleo antiguo de la ciudad, en la isla de Ortigia.
En la zona del santuario había templos más pequeños a Deméter y Core y también a Artemisa. El templo principal hallado tenía un tamaño de unos 10 × 18 m. Era un templo próstilo con cuatro columnas (tetrástilo) en la fachada. Sus ruinas se encuentran en la esquina noroeste del yacimiento arqueológico de la Piazza della Vittoria.
Al este del templo había un gran edificio de excavación de manantiales. También se han excavado a su alrededor calles y restos de casas de  época helenística y romana. Algunas de las ruinas son visibles en el interior de la iglesia de la Madonna delle Lacrime. En el yacimiento se ha encontrado un gran número de objetos votivos, incluidas estatuas en miniatura de terracota.